# Training near the job
Training near the job ist eine Methode der organisierten Weiterqualifizierung. Typische Maßnahmen sind Workshops, Projektgruppen und Lernstätten, an denen meist Führungs- bzw. Nachwuchsführungskräfte teilnehmen. Häufig stehen nicht nur der Qualifizierungsprozess im Vordergrund einer Maßnahme, sondern auch eine konkrete Problemlösung und das Erarbeiten von Verbesserungsmöglichkeiten für den Arbeitsbereich. 
Die Near-the-job-Methode vereint Eigenschaften der Methoden on the job und off the job in sich. So findet im Gegensatz zum Training on the job der Lernprozess nicht im Funktionsfeld am Arbeitsplatz statt. Durch die Abkopplung von der unmittelbaren Arbeitstätigkeit erfolgen eine bessere Systematisierung des Lernprozesses und gleichzeitig eine verbesserte didaktische Reflexion. Im Unterschied zum Training off the job bleibt aber eine thematische Aufrechterhaltung zum Arbeitsplatz und zu dessen Probleme bestehen, so dass für den Lernenden gute Transfermöglichkeiten zwischen Theorie und Praxis möglich sind.